# Uniwersytet Ferris
Uniwersytet Ferris (jap. フェリス女学院大学 Ferisu Jogakuin Daigaku) – japońska prywatna uczelnia wyższa z siedzibą w Jokohamie, przeznaczona wyłącznie dla kobiet.
Od lat osiemdziesiątych XIX wieku uniwersytet jest zaangażowany w zapewnianie najwyższego poziomu edukacji dla dziewcząt.

## Historia
Instytucja została założona w 1870 roku przez Mary E. Kidder, misjonarkę wysłaną przez Amerykański Kościół Reformowany, jako pierwsza chrześcijańska instytucja dla kobiet w Japonii.
Nazwa „Ferris” została nadana dla upamiętnienia ojca i syna Ferrisów, którzy byli dyrektorami Rady Misyjnej Kościoła Reformowanego i zwolennikami edukacji w szkole. W 1875 roku, po ukończeniu budynku szkoły i internatu w Yamate, szkoła została przemianowana na „Seminarium Ferris”.
W 1947 roku utworzono trzyletnią szkołę zawodową (stary system), która w 1950 roku została przekształcona w szkołę średnią.
Został założony w 1965 roku, częściowo ze względu na wpływ szybko rosnącego wskaźnika kobiet wchodzących na uniwersytety żeńskie, a częściowo dlatego, że z okazji 100-lecia szkoły średniej Ferris rosło zapotrzebowanie ze strony szkoły i spoza niej na utworzenie czteroletniego uniwersytetu. Wydział Literatury Angielskiej został zreorganizowany w celu utworzenia Wydziału Literatury Angielskiej i Wydziału Literatury Japońskiej na Wydziale Literatury.